# Pentti Aalto (linguista)
Pentti Aalto (Pori, 22 luglio 1917 – Helsinki, 30 novembre 1998) è stato un linguista finlandese.
Servì nell'esercito finlandese durante la Guerra di continuazione e fu congedato con il grado di tenente. Nel 1949 ottenne il dottorato di ricerca in Linguistica, con una tesi sull'uso del gerundio e del gerundivo nella lingua latina.
Allievo di Gustaf John Ramstedt, curò e rivide varie sue pubblicazioni postume, fra cui un testo di grammatica comparata delle lingue altaiche. Fu docente di linguistica comparata presso l'Università di Helsinki dal 1958 al 1980 e, successivamente, di filologia altaica dal 1963 al 1980.